# رجل العصابات خاصتي لطيف
رجل العصابات خاصتي لطيف ((الكورية: 놀아주는 여자)) هو مسلسل تلفزيوني كوري جنوبي، من بطولة أوم تاي غو، هان سون هوا، كوون يول. عرض على قناة جاي تي بي سي في 12 يونيو الى 1 اغسطس 2024، تم بثه يومي الاربعاء والخميس الساعة 08:50 مساءً (KST).

## ملخص
يحكي قصة درامية رومانسية مليئة بالتحولات والتغيرات بين سيو جي-هوان، الذي تصالح مع ماضيه المظلم كارجل عصابات، وجو اون-ها، صناعة محتوى للأطفال.

## طاقم
- اوم تاي-جو في دور سيو جي-هوان[2]
- هان سون هوا في دور دور غو إيون ها[2]
- كوون يول في دور دور جانغ هيون-وو[5]

### داعم
- بارك جاي-تشان بدور سيو دونغ هي[6]
- كيم هيون-جين بدور بايك دو هونغ[7]
- مون جي إن بدور غو مي هو[8]
- كيم تاي-وو[9]

## المشاهدات

### دولي
وفقاً لموقع فيكي العالمي في الخامس عشر من الشهر يوليو، احتلت الدراما المرتبة الأولى من حيث نسبة المشاهدة في أكثر من 100 دولة اعتبارًا من الأسبوع الرابع من البث. والمركز الأول لمدة 4 أسابيع متتالية في 64 دولة رئيسية، بما في ذلك الولايات المتحدة، البرازيل ، المملكة المتحدة، نيوزيلندا.

### كوريا الجنوبية
| الموسم | الموسم | رقم الحلقة | رقم الحلقة | رقم الحلقة | رقم الحلقة | رقم الحلقة | رقم الحلقة | رقم الحلقة | رقم الحلقة | رقم الحلقة | رقم الحلقة | رقم الحلقة | رقم الحلقة | رقم الحلقة | رقم الحلقة | رقم الحلقة | رقم الحلقة | المتوسط |
| الموسم | الموسم | 1          | 2          | 3          | 4          | 5          | 6          | 7          | 8          | 9          | 10         | 11         | 12         | 13         | 14         | 15         | 16         | المتوسط |
| ------ | ------ | ---------- | ---------- | ---------- | ---------- | ---------- | ---------- | ---------- | ---------- | ---------- | ---------- | ---------- | ---------- | ---------- | ---------- | ---------- | ---------- | ------- |
|        | 1      | 502        | 474        | 449        | غ/م        | 520        | 534        | 476        | 579        | 523        | 635        | 614        | 557        | 505        | 480        | 575        | 680        | n/a     |

| Ep.   | تاريخ البث    | تقيييمات نيلسن كوريا | تقيييمات نيلسن كوريا |
| Ep.   | تاريخ البث    | على الصعيد الوطني    | سيئول                |
| ----- | ------------- | -------------------- | -------------------- |
| 1     | 12 يوليو 2024 | 2.297%               | 2.208%               |
| 2     | 13 يوليو 2024 | 2.185%               | 1.875%               |
| 3     | 19 يونيو 2024 | 1.852%               | غ/م                  |
| 4     | 20 يونيو 2024 | 2.284%               | 2.040%               |
| 5     | 26 يونيو 2024 | 2.351%               | 2.176%               |
| 6     | 27 يونيو 2024 | 2.626%               | 2.503%               |
| 7     | 3 يوليو 2024  | 2.488%               | 2.442%               |
| 8     | 4 يوليو 2024  | 2.759%               | 2.801%               |
| 9     | 10 يوليو 2024 | 2.625%               | 2.542%               |
| 10    | 11 يوليو 2024 | 3.003%               | 2.699%               |
| 11    | 17 يوليو 2024 | 2.863%               | 2.916%               |
| 12    | 18 يوليو 2024 | 2.710%               | 2.552%               |
| 13    | 24 يوليو 2024 | 2.640%               | 2.730%               |
| 14    | 25 يوليو 2025 | 2.322%               | —                    |
| 15    | 31 يوليو 2024 | 2.813%               | 2.416%               |
| 16    | 1 اغسطس 2024  | 2.939%               | 2.366%               |
| متوسط | متوسط         | 2.547%               | غ/م                  |

## روابط خارجية
- الموقع الرسمي
 (بالكورية)
- رجل العصابات خاصتي لطيف على موقع IMDb (الإنجليزية)
- رجل العصابات خاصتي لطيف على موقع قاعدة بيانات الفيلم (الإنجليزية)
- رجل العصابات خاصتي لطيف على هانسينما